# 卡拉登男爵曉治·富特
卡拉登男爵曉治·麥金托什·富特，GCMG，KCVO，OBE，PC（英語：Hugh Mackintosh Foot, Baron Caradon，1907年10月8日—1990年9月5日），英國殖民地官員、外交官、工黨政治家和外交關係學者，他在1964年晉爵前稱為曉治·富特爵士，晉爵後成為卡拉登勳爵。
卡拉登在1929年加入殖民地部，先後在中東、地中海、加勒比海和非洲各殖民地任職逾30年，期間於1947年出任尼日利亞布政司、1951年出任牙買加總督、以及在1957年出任塞浦路斯總督。深信自由主義的卡拉登為各殖民地推動憲制改革，並見證塞浦路斯在1960年正式獨立，成為塞浦路斯的末任總督。
卡拉登自1961年至1962年獲英政府指派到聯合國出任聯合國託管理事會代表，其後在1963年至1964年獲聯合國秘書處邀請出任聯合國特別基金顧問，繼續關注各殖民地的獨立進程。在1964年，他加入工黨政府出任外交部國務部長兼英國常駐聯合國代表，任內三度出任聯合國安全理事會輪任主席，並負責草擬《聯合國安理會242號決議》和《核不擴散條約》等重要文件。他在1970年退休後從事學術工作，於美國多間院校擔任訪問學人，主講不同的外交關係課題。
卡拉登出身自政治世家，父親曾任自由黨下議員，家中其中三名兄弟也投身政壇，其中五弟邁克爾·富特更嘗任工黨黨魁。卡拉登著有自傳A Start in Freedom，於1964年出版。

## 生平

### 早年生涯
富特在1907年10月8日生於英國德文郡普利茅斯，父母分別是艾薩克·富特閣下（Hon. Isaac Foot，1880年－1960年）和伊娃·麥金托什（Eva Mackintosh，1878年－1946年）。在家中排行第二的富特出身於政治世家，他的父親是自由黨政治家，曾自1922年至1924年、以及自1929年至1935年出任康和郡博德明（Bodmin）選區的下院議員，嗣後擔任普利茅斯市市長。富特的長兄丁格爾·富特爵士（Sir Dingle Foot，1905年－1978年）曾任自由黨和工黨下院議員、三弟富特勳爵（Lord Foot，1909年－1999年）是自由黨籍上院議員、而五弟邁克爾·富特（Michael Foot，1913年－2010年）是工黨下院議員，在1980年代初更擔任過工黨黨魁。除他們以外，富特還有兩名胞妹和一名胞弟。
富特一家祖籍康和郡，他幼時隨家人搬回康和郡的聖克萊爾（St. Cleer）生活。富特初年就讀位於伯克郡雷丁、份屬貴格會的禮頓園公學（Leighton Park School），畢業後考入劍橋大學聖約翰學院，主修歷史及法律，成為家中上下唯一一位選讀劍橋而非牛津的成員。富特在大學的表現出眾，辯才了得，具備自由黨背景的他在1926年至1927年間出任劍橋大學自由黨會主席，並在1927年代表劍橋大學訪問美國，參與美國各知名大學的辯論比賽。在1929年，他還當選劍橋辯論學會主席，同年取得榮譽文學士學位畢業。

### 殖民地生涯
大學畢業後同年，富特加入殖民地部，最初獲派往英屬巴勒斯坦託管地，以政務官身份出任初級助理秘書，學習阿拉伯語，至1932年出任加利利及撒馬利亞助理民政專員，統管當地政務。在1938年，他獲調回倫敦殖民地部擔任秘書，翌年出任外約旦助理英方參政司，並獲頒授OBE勳銜。富特在外約旦任職時正值第二次世界大戰，在1941年6月至7月期間，盟軍協助自由法國，從親納粹德國的法國維琪政府手上奪得敘利亞和黎巴嫩的控制權。富特因為在盟軍的軍事行動中立功，事後獲傳令嘉獎。
在1943年，富特調到北非的昔蘭尼加任職英方軍政府布政司，同年獲編入總務兵團（General Service Corps）任職少尉。不久以後，他在同年改任塞浦路斯輔政司，任內曾於1944年至1945年間署任塞浦路斯總督一職。富特在1945年離開長年任職的中東地區，調往加勒比海的牙買加出任輔政司，當時的牙買加總督是約翰·哈金斯爵士（Sir John Huggins）。富特上任牙買加輔政司同年曾一度署任總督，其後於1946年獲授CMG勳銜。
富特復於1947年調往西非出任尼日利亞布政司兼行政立法兩局當然官守議員，翌年5月獲總督約翰·麥克弗森爵士（Sir John Macpherson）任命主持富特委員會（Foot Commission），負責就尼日利亞本土化進行研究。富特委員會在同年8月發表《富特報告》（Foot Report），支持殖民地政府聘用更多本土公務員，同時鼓勵本土女性就業，建議向她們提供更多培訓和工作機會。
在布政司任內，富特見證著尼日利亞獨立運動的興起，他任內有份草擬《麥克弗森憲法》（Macpherson Constitution），憲法的草擬工作最先由時任總督麥克弗森提出，故名《麥克弗森憲法》。這份憲法是尼日利亞歷來第三份憲法，於1951年公佈和在1952年1月正式實施。富特在參與草擬新憲法期間曾展開廣泛的諮詢工作，但由於新憲法的改革層面有限，憲法不為普遍尼日利亞民眾所支持。在1950年2月，有激進份子更計劃刺殺富特宣洩不滿，但刺殺計劃最終沒有成功。新憲法公佈後三年，殖民地政府在1954年再頒布新的憲法，推動進一步的憲制改革。

### 牙買加總督
富特在1950年獲英政府任命接替哈金斯爵士為牙買加總督兼提督，履新前在1951年初獲英廷賜封KCMG勳銜，成為爵士。富特未有機會見證尼日利亞新憲法的生效，便在1951年4月7日正式履任牙買加總督。由於富特曾任牙買加輔政司，所以對當地政局有一定了解，當地人對他也有一定認識。

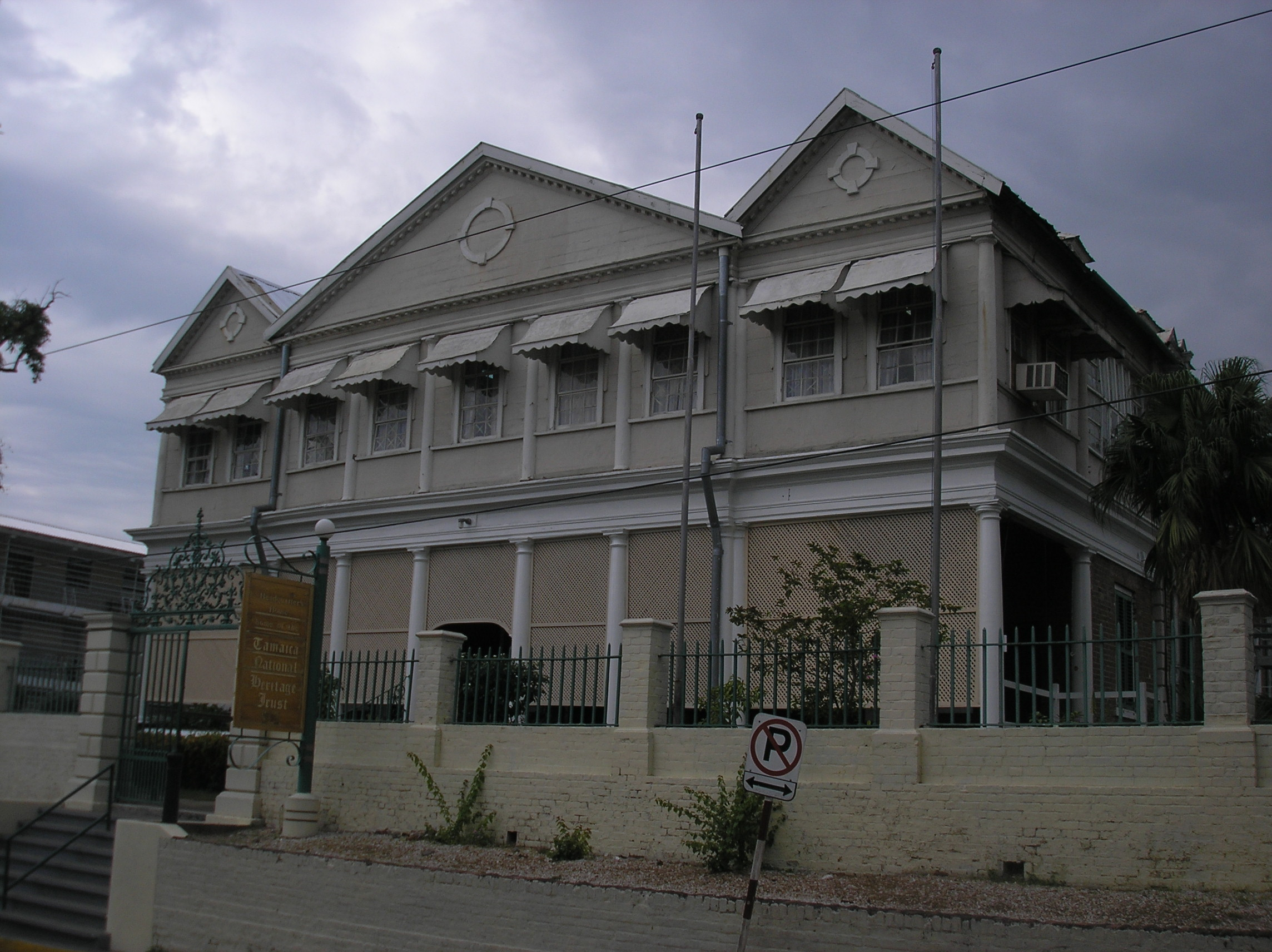
在1960年以前，牙買加立法局與眾議院均在希伯特府（Hibbert House）內議事

在牙買加總督任內，富特跟隨前任的方針，繼續積極改革當地政制，逐步建立責任政府。在1953年，富特宣佈設立首席部長一職，人選來自透過民選產生、份屬下院的眾議院，首任首席部長遂由眾議院最大黨牙買加工黨的黨魁亞歷山大·布斯塔曼特（Alexander Bustamante）出任。首席部長自此取代總督成為行政局主席，而行政局的眾議員議席也由原來的五席增至八席，使布斯塔曼特有效取得行政局的多數控制權。首席部長另可委任七名部長，全部由眾議院議員擔任，但輔政司和律政司維持由殖民地官僚擔任，繼續掌握所有涉及公務員架構的保安事務。
布斯塔曼特雖然在1955年的大選中落敗而卸任首席部長，但政制改革沒有停止下來。在1957年，富特宣佈將行政局改組為部長理事會（Council of Ministers），權力相當於內閣，並繼續由首席部長出任主席。其他改革還包括改革屬於上院的立法局，使輔政司和財政司不再擔任立法局當然官守議員，並增設民政部長一職，接管輔政司和律政司的大部份權力。經富特的一連串改革後，儘管總督仍對各項議案擁有最終否決權，但權力已被大幅削減，為牙買加日後於1962年獨立成為英聯邦王國，奠下良好基礎。
另一方面，富特任內還積極推動牙買加加入籌備中的西印度群島聯邦，長遠希望牙買加與其他加勒比海殖民地加入聯邦，成為一個獨立的政治實體。在富特卸任後，雖然牙買加在1958年1月正式加入聯邦，但聯邦的運作並不成功，維持僅四年後，便在1962年宣告解散，牙買加最終在同年自行獨立。
富特在牙買加總督任內官聲頗佳，本身是循道宗信徒的他與當地信奉循道教會的民眾建立起良好關係。富特曾獲邀出任多項公職，也是皇家帝國學會牙買加分會、牙買加歷史學會和牙買加防止虐畜會等多個機構的贊助人。在1953年11月，他還促成英女皇伊利沙伯二世對牙買加展開訪問，是為牙買加一大盛事。富特在同年12月獲英廷頒賜KCVO勳銜，以肯定他在籌劃和招待女皇訪問牙買加一事上所作的安排。為表揚他對牙買加的貢獻，英廷在1957年復向他頒授GCMG勳銜。

### 塞浦路斯總督
富特在1957年11月18日告別牙買加，轉任塞浦路斯總督，並在同年12月3日履新，負責著手處理當地的動盪局勢。塞浦路斯位處地中海，鄰近希臘和土耳其兩國，島上人口以希臘裔佔多數，土耳其裔佔少數，但兩方關係一向不太融洽。在二戰期間，塞浦路斯希臘人協助英軍作戰，希望換取塞浦路斯戰後併入希臘，但島上的土耳其人卻希望英國繼續管治，以免他們受到希臘人的壓迫。至於對英軍而言，塞浦路斯臨近埃及蘇伊士運河等要塞，甚具戰略價值，因此英國在戰後沒有放棄管治塞浦路斯，結果逐漸引起島上希臘人的不滿。
自二戰完結以來，塞浦路斯島上部份激進希臘人和土耳其人多次發生小型種族衝突，加上這些希臘人不滿英國繼續管治，使到當地殖民地政府也成為襲擊目標。在1955年，一批激進的塞浦路斯希臘人更成立武裝組織EOKA，該組織多次策動武裝行動，旨在推翻當地殖民管治，以及爭取塞浦路斯加入希臘，令動盪局勢進一步惡化。富特的前任是陸軍元帥約翰·哈定爵士（Field Marshal Sir John Harding），哈定是軍人出身，在任期間以強硬手段對付滋事份子著稱，雖然哈定曾與島上希臘人的政治及精神領袖馬卡里奧斯三世大主教展開談判，但談判以破裂告終，馬卡里奧斯更在1956年遭放逐到另一英屬殖民地塞舌爾群島。哈定的強硬作風使得EOKA加大反抗力度，其政策最終也得不到英政府的認同。

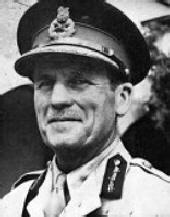
陸軍元帥約翰·哈定爵士

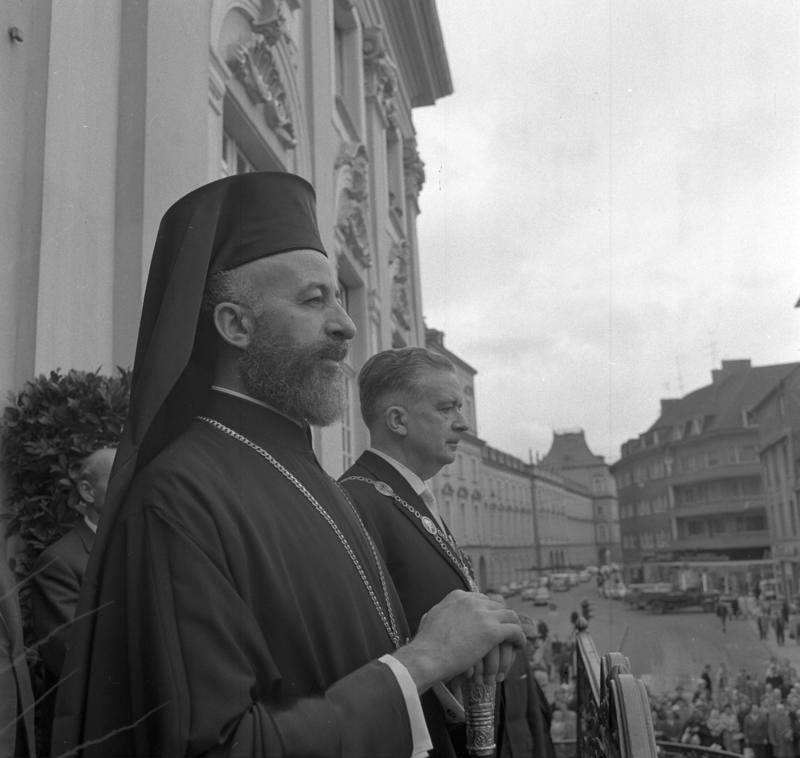
馬卡里奧斯三世大主教

英政府以富特出任塞浦路斯總督，是因為他具備豐富的殖民地管理經驗，對政治也有相當了解。自蘇伊士運河危機在1957年4月化解後，英政府對堅持管治塞浦路斯的立場開始軟化，讓富特能有所作為。與前任作風不同，富特任內周旋於島上希臘社群和土耳其社群之間，並擺出友善姿態，設法尋求兩方能夠達成和解。在1958年初，富特表態未能與希臘社群就設立責任政府一事達成共識，促使英政府自行研究塞浦路斯的前途問題。到1958年6月，英揆麥美倫向下議院提出方案，建議由英國、希臘和土耳其三方共同管治塞浦路斯，島上的希臘和土耳其社群可各自設立議會，所有塞浦路斯人民也可自由選擇希臘或土耳其國籍，同時保留英國國籍。可是，希臘一直想把塞浦路斯據為己有，而土耳其則希望島上的土耳其社群自行獨立，所以雙方都對麥美倫的方案提出反對。
英國探討塞普路斯的前途問題，進一步加劇島上希臘人和土耳其人的衝突，雙方為求實現各自的獨立目標而互相攻擊，而殖民地政府也繼續成為襲擊目標。在1958年，島上的土耳其人更成立武裝組織TMT，以武力抗衡EOKA和爭取島上的土耳其社區獨立，使富特有必要採取強硬手段對付滋事者。同年，英政府調派資深情報官員彭定國（John Prendergast）到塞浦路斯掌控政治部，在他的協助下，富特大舉搜捕EOKA和TMT的武裝份子，從而控制當地的局勢。
另一方面，雖然麥美倫的方案無法獲得支持，但希臘和土耳其也意識到雙方需要合作，才可解決塞浦路斯的前途問題。在這個背景下，希、土兩國在1958年12月同意展開磋商，並在1959年2月於瑞士蘇黎世達成共識，同意塞浦路斯獨立為共和國。在同月於倫敦舉行的會議中，英國、希、土兩國和塞浦路斯各社群代表再對共識加以確認，而兩次會議各方所簽署的協議，則統稱為《蘇黎世及倫敦協議》。
《蘇黎世及倫敦協議》為塞浦路斯制訂了為各方接受的獨立藍圖，使塞浦路斯的前途明朗化。協議達成的同年，富特也批准流放在外的馬卡里奧斯三世返回塞浦路斯。在1960年8月16日，富特終以末任總督的身份，正式見證塞浦路斯獨立成為共和國，而共和國的首任總統則由馬卡里奧斯三世出任。儘管英國結束對塞浦路斯的殖民管治，但塞浦路斯保留英聯邦成員國的身份，英方同時在島上保留亞克羅提利與德凱利亞兩個英屬基地區，主權繼續由英國所有，作為英軍在地中海的軍事要塞。
英政府對富特協助促成塞浦路斯獨立予以甚高的評價，認為「他的睿智、勇氣和仁厚、以及在談判上毫不鬆懈的努力」，是促使各方支持獨立方案的因素之一。可是，塞浦路斯共和國立國三年以後，該國便在1963年再度發生憲制危機，引發起希臘和土耳其社群間持久的種族衝突。

### 聯合國生涯

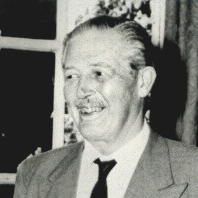
保守黨首相麥美倫

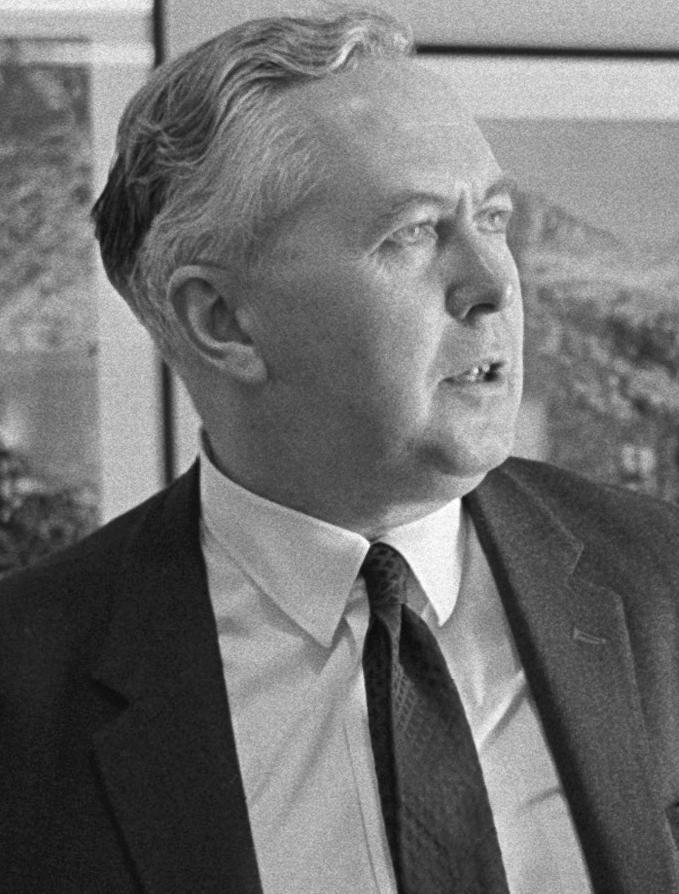
工黨首相韋爾遜

富特見證塞浦路斯獨立後離開殖民地官僚的行列，在1961年轉任英國常駐聯合國託管理事會代表，從而開展他在聯合國的工作生涯。在任內，富特於1962年主持富特委員會（Foot Commission），對巴布亞新畿內亞進行訪問，事後批評澳洲未有為當地提供全面的中學教育，同時促請當地能儘早成立自治政府，以脫離澳洲的管治。同年，富特不滿麥美倫的英國保守黨政府，在處理非洲南部殖民地羅德西亞的前途問題上失當，並批評政府立場偏袒殖民地內佔小數的白人社群，於是宣佈辭任常駐代表一職。雖然如此，富特在1963年再獲聯合國秘書處聘任為聯合國特別基金顧問，負責聯絡各個新興獨立國家，研究動用基金協助推動這些國家的經濟發展。
在1964年10月，英國工黨在韋爾遜帶領下上台執政後，即招攬富特加入政府，他除了出任英國常駐聯合國代表外，同時獲委任為外交部國務部長，任內曾為派翠克·戈登·沃克（Patrick Gordon Walker）、邁克爾·史都華德（Michael Stewart）和喬治·布朗（George Brown）三位工黨外交大臣工作。富特是當時少數投身政壇的政府官員，在同年10月27日，他復獲冊封為終身男爵，以便以上議院議員的身份參與國會辯論。富特的封號為康和郡聖克萊爾的卡拉登男爵（Baron Caradon, of St. Cleer in the County of Cornwall），自此他遂以卡拉登勳爵（Lord Caradon）為稱號。在1968年1月26日，卡拉登復獲英政府委任為樞密院顧問官，以反映其資深地位。
在常駐聯合國代表任內，他曾與五任美國常駐代表和三任蘇聯常駐代表交手，並在1966年10月、1968年5月和1969年10月三度輪任聯合國安全理事會主席。卡拉登是1967年《聯合國安理會242號決議》背後的主要草擬者，該決議獲得安理會一致通過後，迫使以色列撤出在第三次中東戰爭中，從埃及、約旦和敘利亞三國手上奪得的土地，並確保了蘇伊士運河的暢通。該決議也成為日後國際社會討論以色列與阿拉伯問題的基礎之一。
除此以外，卡拉登在1964年擔任聯合國南非專家小組成員，參與研究該國施行種族隔離的問題，並對種族隔離制度作出深刻的批評；另針對南羅德西亞總理伊恩·史密斯在1965年向英國發表《單方面獨立宣言》，他還促成聯合國在1966年12月通過決議，對羅德西亞白人少數政府實施經濟制裁；他也有份草擬在1968年由英、美、蘇等59個國家締結的《核不擴散條約》。在1970年6月，韋爾遜的工黨政府在大選中落敗垮台，卡拉登留任至同年8月底後從政府退休，為前後七年的常駐代表生涯正式劃上句號。

### 晚年生涯
卡拉登退休後繼續關注聯合國事務，並在1971年至1975年間出任聯合國開發計劃署顧問。晚年的他也專注於學術工作，曾於1977年至1979年擔任美國普林斯頓大學、哈佛大學和喬治城大學的訪問學人，專研外交關係，期間於1977年至1978年出任普林斯頓大學伍德羅·威爾遜公共及國際關係學院資深院士，後在1980年出任喬治城大學艾登美國外交政策講座（Iden Lecture on US Foreign Policy and Diplomacy）的主持講者。
另外，卡拉登是美國芝加哥的阿德萊·史蒂文森國際事務研究院院士，而作為美國伍德羅·威爾遜全國研究生獎學金基金會（Woodrow Wilson National Fellowship Foundation）的訪問學人，他曾到訪的院校包括凱尼恩學院、奧克拉荷馬浸會大學、聖奧拉夫學院、百年學院、明德學院、戴維遜學院和德魯大學等等。卡拉登早在1960年獲母校劍橋大學聖約翰學院頒授榮譽院士銜，後來先後獲美國普林斯頓大學和英國列斯大學等校頒授榮譽法學博士學位，以表揚他在殖民地和外交方面的貢獻。
卡拉登晚年有意設立一個以外交關係為主題的常設講座基金，但他的構思未及付諸實行，便在1990年9月5日於普利茅斯一所療養院內逝世，終年82歲。在1991年，以他命名的卡拉登勳爵講座信託（Lord Caradon Lectures Trust）正式成立，該基金每年均在普利茅斯大學舉行外交講座，邀請不同嘉賓主講與外交有關的課題，曾獲邀的知名人士包括前香港總督彭定康勳爵等人。卡拉登生前著有自傳，講述自己的殖民地生涯。自傳名為A Start in Freedom（《自由出發》），於1964年出版。

## 人物描寫
卡拉登的父親艾薩克·富特支持自由主義，且善於辯論，這兩點都對卡拉登和他的胞兄弟產生深遠的影響。卡拉登的長兄丁格爾和胞弟邁克爾都是下議院有名的左翼議員，而卡拉登也曾表示「對於自己家族信奉非聖公會的獨立教派、以及具有圓顱黨傳統而感到驕傲」，又認為英國內戰領袖「奧利弗·克倫威爾是他們心目中的英雄」、「約翰·彌爾頓則是他們心目中的詩人」。
卡拉登選擇加入殖民地部，其中一個原因就是希望實踐他理想中的自由主義，透過親身在各殖民地推動憲制改革和獨立進程，為殖民地的人民引進民主和自由。殖民地官僚出身的卡拉登沒有帝國主義的習氣，他不單視自己為最後一代殖民主義者和首批國際主義者外，又常常引用彌爾頓的名言，「不要讓英國忘記她教導各國如何生存的優勢」（Let not England, forget her precedence of teaching nations how to live），反擊他認為英國當時危險且乏味的帝國犬儒情緒。
卡拉登不論身為殖民地官員、外交官、抑或是政治家，都能在不同的舞台長袖善舞，這除了是受到他父親的影響和自己的才幹以外，他在中東、地中海、加勒比海和非洲從事殖民地政務工作超過30年所累積的經驗，也對他後來在聯合國處理中東事務和各地的獨立運動起很大的幫助。此外，卡拉登處事作風鮮明，遇著與政府立場不一的時候不會輕易妥協，在1962年辭職一事就是一個例子。卡拉登早年曾跟隨父親支持自由黨，但後來的政治立場和理念與當時的工黨日益相近，這最終使他跟隨長兄丁格爾和胞弟邁克爾，選擇以工黨的旗號投身政壇。
還有一點值得留意的是，卡拉登有次在專訪中解釋為何自己在記者面前往往不苟言笑，原因是他擔心一些心懷惡意的記者會拍下他的相片，然後對他加以抹黑。他在訪問中打趣地表示，自己總不希望在一則「『十萬人遇難』的新聞標題旁邊，會出現一張自己滿面笑容的圖片」。

## 個人生活
卡拉登勳爵在1936年3月26日於海法娶佛羅倫斯·西爾維婭·托德（Florence Sylvia Tod）為妻。佛羅倫斯來自蘇格蘭中洛錫安的洛斯威德（Lasswade），父親名叫亞瑟·惠特·米拿·托德，OBE（Arthur White Milar Tod），任職巴格達輪船公司董事。佛羅倫斯在出任牙買加總督夫人期間，於1952年1月獲授CStJ勳銜，她後來於1985年逝世。卡拉登夫婦共育三子一女：
- 保羅·麥金托什·富特閣下（Hon. Paul Mackintosh Foot，1937年11月8日－2004年7月18日）：調查採訪記者、政治運動份子和作家
- 莎拉·丁格爾·富特閣下（Hon. Sarah Dingle Foot，1939年9月24日－）
- 奧利弗·艾薩克·富特閣下（Hon. Oliver Isaac Foot，1946年9月19日－2008年2月6日）：演員、慈善家和義工。
- 班傑明·亞瑟·富特閣下（Hon. Benjamin Arthur Foot，1949年8月19日－）

卡拉登與家人一樣信奉循道宗，另外也是共濟會會員。他生前的興趣包括馬球、划艇和西洋象棋，曾經是倫敦旅行者會和西印度會等紳士會所的會員。卡拉登生前曾租住於康和郡規模宏大的垂姆頓城堡（Trematon Castle），在倫敦海豚廣場也置有物業。

## 著作列表
- Constitutional Reform: A New System of Government for Jamaica — Three Broadcast Talks. Kingston: Government Printer, 1953.[37]

（《憲制改革：牙買加新的政府制度－三次廣播談話》，京斯敦：政府印務局，1953年。）
- Empire into Commonwealth. London: Liberal Publication Department, 1962.[37]

（《由帝國到英聯邦》，倫敦：自由黨出版部，1962年。）
- A Start in Freedom. London: Hodder and Stoughton, 1964.[37]

（《向自由出發》，倫敦：霍德與斯托頓出版社，1964年。）
- Lord Caradon, Professor Charles Coulson and Bishop Trevor Huddleston, Three Views on Commitment. London: Longmans, 1967.[37]

（卡拉登勳爵、查爾斯·庫爾森教授、特雷弗·赫德爾斯頓主教合著，《對承諾的三種看法》，倫敦：朗文出版社，1967年。）
- Southern Africa in International Relations. London: Africa Bureau, 1970.[37]

（《非洲南部與國際關係》，倫敦：非洲事務局，1970年。）
- Lord Caradon et al., U.N. Security Council Resolution 242: A Case Study in Diplomatic Ambiguity. Washington, D.C.: Georgetown University, 1981.

（卡拉登勳爵等著，《聯合國安理會242號決議：外交含糊性的個案研究》，華盛頓哥倫比亞特區：喬治城大學，1981年。）
註：為方便讀者，以上中文書名皆由維基編輯自行翻譯，絕不是指這些著作備有中文譯本，讀者亦不應視以上譯名為中文版書名。

## 榮譽

### 殊勳
- O.B.E.（1939年元旦授勳名單[7]）
- C.M.G. （1946年英皇壽辰授勳名單[10]）
- K.C.M.G. （1951年元旦授勳名單[15]）
- K.St.J. （1952年1月4日[36]）
- K.C.V.O. （1953年11月24日[20]）
- G.C.M.G. （1957年英女皇壽辰授勳名單[21]）
- 終身男爵 （1964年10月27日[28]）
- P.C. （1968年1月26日[29]）

### 頭銜
- 曉治·富特，Esq （Hugh Foot, Esq，1907年10月－1939年1月）
- 曉治·富特，OBE （Hugh Foot, OBE，1939年1月－1946年6月）
- 曉治·富特，CMG，OBE （Hugh Foot, CMG, OBE，1946年6月－1951年1月）
- 曉治·富特爵士，KCMG，OBE （Sir Hugh Foot, KCMG, OBE，1951年1月－1952年1月）
- 曉治·富特爵士，KCMG，KStJ，OBE （Sir Hugh Foot, KCMG, KStJ, OBE，1952年1月－1953年11月）
- 曉治·富特爵士，KCMG，KCVO，KStJ，OBE （Sir Hugh Foot, KCMG, KCVO, KStJ, OBE，1953年11月－1957年6月）
- 曉治·富特爵士，GCMG，KCVO，KStJ，OBE （Sir Hugh Foot, GCMG, KCVO, KStJ, OBE，1957年6月－1964年10月）
- 卡拉登勳爵閣下，GCMG，KCVO，KStJ，OBE （The Rt. Hon. The Lord Caradon, GCMG, KCVO, KStJ, OBE，1964年10月－1968年1月）
- 卡拉登勳爵閣下，GCMG，KCVO，KStJ，OBE，PC （The Rt. Hon. The Lord Caradon, GCMG, KCVO, KStJ, OBE, PC，1968年1月－1990年9月）

### 榮譽學位

#### 榮譽法學博士
- 普林斯頓大學 （1965年[38]）
- 艾希特大學 （1968年[39]）
- 列斯大學 （1971年[40]）
- 哈特福大學 （1976年[41]）
- 橋港大學 （1980年[42]）

#### 榮譽院士
- 劍橋大學聖約翰學院 （1960年[2]）

## 注腳
1. 1 2 3 4 5 6  Jeger, Lena M., "Foot, Hugh Mackintosh, Baron Caradon (1907–1990)", Oxford Dictionary of National Biography, Oxford University Press, 2004.
2. 1 2 3 4 5 6 7 8 9 10 11 12 13 14 15 16  Flint, Peter B., "Lord Caradon, Britain's Delegate To U.N. in 1960's, Is Dead at 82", The New York Times, 7 September 1990.
3. 1 2 3 4  "Hugh Mackintosh Foot, Baron Caradon". thePeerage.com, retrieved on 17 July 2011.
4. 1 2 3 4 5  "Sir Hugh, the great communicator", This is Cornwall, 20 October 2009.
5. 1 2 3 4  "Lord Caradon", Proceedings of the American Philosophical Society Vol. 141, No. 4. American Philosophical Society, 1997.
6. 1 2 3 4 5 6 7 8 9  Smith, Lloyd Sydney, The British Caribbean Who, What, Why. L. S. Smith., 1955.
7. 1 2  "Supplement to Issue 34585", London Gazette, 30 December 1938, p. 18.
8. ↑  "Supplement to Issue 35344", London Gazette, 11 November 1941, p. 5.
9. ↑  "Supplement to Issue 35972", London Gazette, 6 April 1943, p. 5.
10. 1 2  "Supplement to Issue 37598", London Gazette, 4 June 1946, p. 7.
11. 1 2  "Nigeria: Historical Dates", The Adaka Boro Centre, retrieved on 17 July 2011.
12. 1 2 3  Faloya, Toyin and Genova, Ann, Historical Dictionary of Nigeria. Scarecrow Press, 2009.
13. ↑  Ansprenger, Franz, The Dissolution of the Colonial Empires. Taylor & Francis, 1989.
14. 1 2  Ekwelie, Professor Sylvanus A., "The Growth of and Need for a Fourth Estate", 30 November 2010.
15. 1 2  "Supplement to Issue 39104", London Gazette, 29 December 1950, p. 4.
16. 1 2 3  Caradon, Lord, A Start in Freedom. London: Hodder and Stoughton, 1964.
17. ↑  Jet Vol. 4, No. 2. Johnson Publishing Company, 21 May 1953.
18. 1 2 3 4  "1945-1962: A History of Hard Work Leads to Jamaica's Independence". Jamaica Guide, retrieved on 17 July 2011.
19. ↑  Nantambu, Dr. Kwame, "Constitutional Development in the Caribbean: Fact Sheet". Trinicenter, 16 October 2005.
20. 1 2  "Issue 40043 （页面存档备份，存于）", London Gazette, 15 December 1953, p. 4.
21. 1 2  "Supplement to Issue 41089", London Gazette, 4 June 1957, p. 4.
22. ↑  "Jamaica （页面存档备份，存于）", World Statesmen.org, retrieved on 17 July 2011.
23. ↑  "Cyprus （页面存档备份，存于）", World Statesmen.org, retrieved on 17 July 2011.
24. 1 2 3 4 5 6 7 8 9 10  Herlihy, Jim, "Cyprus Emergency 1955-1960", The British Empire, retrieved on 17 July 2011.
25. 1 2 3 4 5  Hoffmeister, Frank, Legal Aspects of the Cyprus Problem. Martinus Nijhoff Publishers, 2006.
26. 1 2 3 4 5 6  "Lord Caradon British diplomat was envoy to UN", Globe & Mail, September 6, 1990.
27. ↑  Romaine, Suzanne , Language, Education, and Development. Oxford University Press, 1992.
28. 1 2  "Issue 43475", London Gazette, 27 October 1964, p. 1.
29. 1 2  "PRIVY COUNSELLORS 1915 - 1968 （页面存档备份，存于）", Leigh Rayment's Peerage Page, retrieved on 17 July 2011.
30. 1 2 3 4 5 6  "Lord Caradon's Visit 1979". Wisconsin: League of Women Voters, 1979.
31. ↑  "United Nations: Sanctions Against Rhodesia", TIME Magazine, 23 December 1966.
32. ↑  "Hugh Foot", Encyclopædia Britannica, 2011.
33. ↑  "Iden Lecture on U.S. Foreign Policy and Diplomacy （页面存档备份，存于）", Institute for the Study of Diplomacy. Georgetown University, retrieved on 17 July 2011.
34. ↑  "Distinguished diplomat to deliver keynote lecture on Pakistan （页面存档备份，存于）", University News Centre. Univeristy of Plymouth, 27 October 2009.
35. ↑  "Lord Caradon, 82; Represented Britain in the United Nations", The Boston Globe, September 6, 1990.
36. 1 2  "Issue 39433", London Gazette, 1 January 1952, p. 3.
37. 1 2 3 4 5  Contemporary Authors Volumn 9-12. Gale Research Co., 1974.
38. ↑  "Honorary degrees Awarded by Princeton University （页面存档备份，存于）". Princeton University, retrieved on 17 July 2011.
39. ↑  "Previous Honorary Graduates （页面存档备份，存于）". University of Exeter, retrieved on 17 July 2011.
40. ↑  Honorary graduates 1904 - 2009 （页面存档备份，存于）, University of Leeds, 2010.
41. ↑  University of Hartford 2011 Commencement （页面存档备份，存于）. University of Hartford, 2011.
42. ↑  "Robert Muller and Lord Caradon at UB for UN 35th Anniversary （页面存档备份，存于）", UN News. University of Bridgeport, 29 October 1980.

## 外部連結
- 卡拉登勳爵講座信託 （页面存档备份，存于）（英文）
- 歷任英國常駐聯合國代表（英文）

| 政府职务                      | 政府职务                                | 政府职务                                 |
| ----------------------------- | --------------------------------------- | ---------------------------------------- |
| 前任： W·H·弗林少校           | 牙買加輔政司 1945年 – 1947年            | 繼任： 唐納德·麥芝里萊                   |
| 前任： 喬治·貝雷斯福德-斯圖克 | 尼日利亞布政司 1947年 – 1951年          | 繼任： 亞瑟·本森                         |
| 前任： 約翰·哈金斯爵士        | 牙買加總督 1951年 – 1957年              | 繼任： 肯尼思·布萊克本爵士               |
| 前任： 陸軍元帥約翰·哈定爵士  | 塞浦路斯總督 1957年 – 1960年            | 繼任： 馬卡里奧斯三世大主教 塞浦路斯總統 |
| 前任： 派翠克·狄恩爵士        | 第5任英國常駐聯合國代表 1964年 – 1970年 | 繼任： 科林·克羅爵士                     |